# Зайцево (сельское поселение Чертолино)
Зайцево — деревня в Ржевском районе Тверской области, входит в состав сельского поселения «Чертолино».

## География
Деревня находится на берегу реки Сишка в 8 км на север от центра сельского поселения посёлка Чертолино и в 36 км на запад от города Ржева.  

## История
Каменная церковь в честь Успения Пресвятой Богородицы с теплым приделом Святителя Димитрия Ростовского возведена в 1761-1773 годах. 
В конце XIX — начале XX века село входило в состав Становской волости Ржевского уезда Тверской губернии. 
С 1929 года деревня входила в состав Азаровского сельсовета Ржевского района Ржевского округа Московской области, с 1935 года — в составе Калининской области, с 1994 года — в составе Азаровского сельского округа, с 2005 года — в составе сельского поселения «Чертолино».

## Население
| 1859 | 2002 | 2010 |
| ---- | ---- | ---- |
| 46   | ↗225 | ↗229 |

## Достопримечательности
В деревне расположена действующая Церковь Успения Пресвятой Богородицы (1773).